# Doom Patrol (seriál)
Doom Patrol je americký akční televizní seriál, natáčený na náměty z komiksů vydavatelství DC Comics. Jeho autorem je Jeremy Carver. Zveřejňován je od 15. února 2019, první řada byla vydána na streamovací platformě DC Universe, druhá souběžně také na HBO Max. Od třetí řady je seriál zveřejňován výhradně na HBO Max. Doom Patrol, spin-off seriálu Titans, se zabývá stejnojmenným superhrdinským týmem.

## Příběh
Po událostech ze seriálu Titans je tým Doom Patrol, který vede doktor Niles Caulder / Chief a jehož členy jsou Robotman, Negative Man, Elasti-Woman a Crazy Jane, vyslán Cyborgem na misi, která změní jejich životy.

## Obsazení
- Diane Guerrero (český dabing: Lucie Štěpánková) jako Kay Challisová / Crazy Jane
- April Bowlby (český dabing: René Slováčková) jako Rita Farrová / Elasti-Woman
- Joivan Wade (český dabing: Viktor Dvořák) jako Victor „Vic“ Stone / Cyborg
- Alan Tudyk (český dabing: Jakub Saic) jako Eric Morden / Mr. Nobody
- Matt Bomer (český dabing: Oldřich Hajlich) a Matthew Zuk jako Larry Trainor / Negative Man (Bomer hraje Trainora v retrospektivních scénách a mluví Negative Mana, Zuk ztvárnil Negative Mana)
- Brendan Fraser (český dabing: Bohdan Tůma) a Riley Shanahan jako Clifford „Cliff“ Steele / Robotman (Fraser hraje Steela v retrospektivních scénách a mluví Robotmana, Shanahan ztvárnil Robotmana)
- Timothy Dalton (český dabing: Pavel Rímský) jako dr. Niles Caulder / Chief

## Vysílání
| Řada | Díly          | Zveřejnění v USA | Zveřejnění v USA   | Premiéra v ČR     | Premiéra v ČR    | Stanice v USA         |
| Řada | Díly          | První díl        | Poslední díl       | První díl         | Poslední díl     | Stanice v USA         |
| ---- | ------------- | ---------------- | ------------------ | ----------------- | ---------------- | --------------------- |
| 1    | 15            | 15. února 2019   | 24. května 2019    | 15. července 2019 | 21. října 2019   | DC Universe           |
| 2    | 9             | 25. června 2020  | 6. srpna 2020      | 6. října 2020     | 1. prosince 2020 | DC Universe / HBO Max |
| 3    | 10            | 23. září 2021    | 11. listopadu 2021 | 7. prosince 2021  | 8. února 2022    | HBO Max               |
| 4    | bude oznámeno | bude oznámeno    | bude oznámeno      | bude oznámeno     | bude oznámeno    | HBO Max               |

Úvodní díl seriálu byl na streamovací službě DC Universe zveřejněn 15. února 2019. V červenci 2019 bylo oznámeno, že byla objednána druhá řada seriálu. Ta byla vydávána na DC Universe a zároveň i na HBO Max, první díl byl zveřejněn 25. června 2020. V září 2020 ohlásili autoři seriálu objednání třetí řady pouze pro HBO Max, premiéru měla 23. září 2021. V říjnu 2021 byla oznámena čtvrtá série.